# Bruce Lee Lives: The Fall of Hong Kong Palace
Bruce Lee Lives: The Fall of Hong Kong Palace, conosciuto anche come semplicemente Bruce Lee Lives, è un videogioco del 1989, sviluppato e pubblicato da The Software Toolworks per MS-DOS.

## Trama
Il protagonista del gioco è l'attore e fondatore dell'arte marziale Jeet Kune Do Bruce Lee. Il gioco è ambientato nell'Hong Kong Palace, un luogo tranquillo in cui gli artisti marziali possono allenarsi per diventare dei combattenti professionisti. Un giorno però, una grande gang guidata dal malvagio Master Po, arriva al palazzo per distruggerlo. Ciò porta gli abitanti dell'Hong Kong Palace a chiedere aiuto alla leggenda delle arti marziali Bruce Lee, chiamato a fermare la distruzione del palazzo sconfiggendo Master Po e i suoi tirapiedi, facendo tornare la pace.

## Modalità di gioco
L'obbiettivo del gioco è quello di sconfiggere il numero di avversari richiesto, dagli allievi di Bruce Lee ai servitori di Master Po. Dopo averli sconfitti tutti, la lotta contro Master Po attende il protagonista. Al contrario di molti giochi dell'epoca, Bruce Lee Lives include uno speciale sistema di intelligenza artificiale che cambia livello di difficoltà basandosi sulle azioni del giocatore: ad esempio, se si usa eccessivamente una singola mossa per sconfiggere i nemici, l'intelligenza artificiale ridurrà le possibilità di battere il prossimo nemico con quella mossa.